# TVAL
TVAL war ein regionaler Fernsehsender für die Region Uckermark mit Sitz in Angermünde.
Der Fernsehsender wurde 1993 gegründet und sendete hauptsächlich regionale Berichte, Nachrichten und Reportagen. Zwischen 12 und 18 Uhr wurde das Programm von RTL Shop übernommen.
TVAL konnte bis zum Sendeschluss am 31. Dezember 2010 im Sendegebiet terrestrisch analog empfangen werden (UHF-Kanal 49). Damit war es einer der wenigen Fernsehsender in Deutschland, die auch nach der Analogabschaltung weiterhin analog sendeten. In der Region wurde der Sender auch ins Kabelnetz eingespeist.